# Ли Э Ран
Ли Э-Ран (род. 1964, Пхеньян) — корейская активистка. После того, как её бабушка и дедушка бежали в Южную Корею, её с семьёй отправили в северокорейский трудовой лагерь на восемь лет. В 1997 году она сама сбежала в Южную Корею после того, как американский родственник опубликовал мемуары, в которых говорилось, что отец Ли был причастен к сопротивлению режиму.
В 2005 году она основала Глобальную программу стипендий для лидеров, которая предоставляет стипендии северокорейским студентам для изучения английского языка. В 2008 году она стала первым перебежчиком из Северной Кореи, баллотировавшимся в Национальное собрание. В 2009 году Ли стала первой перебежчицей из Северной Кореи, получившей докторскую степень; она получила её в Женском университете Ихва в области продуктов питания и питания. Также в 2009 году она основала женскую организацию Hana Defector’s Organization, неправительственную организацию, которая предоставляет северокорейским женщинам, живущим в Южной Корее, профессиональную подготовку, уход за детьми, поддержку в образовании и информирование в области прав человека.
С 2012 года она возглавляет Северокорейский институт традиционной еды, который даёт профессиональную подготовку перебежчикам из Северной Кореи и пытается сблизить Северную и Южную Корею, обучая культуре питания Пхеньяна. Также в 2012 году Ли возглавила 18тидневную голодовку перед посольством Китая против репатриации северокорейских беженцев, удерживаемых в Китае.
В 2010 году она получила Международную женскую награду за отвагу.